# Merka (Radibor)

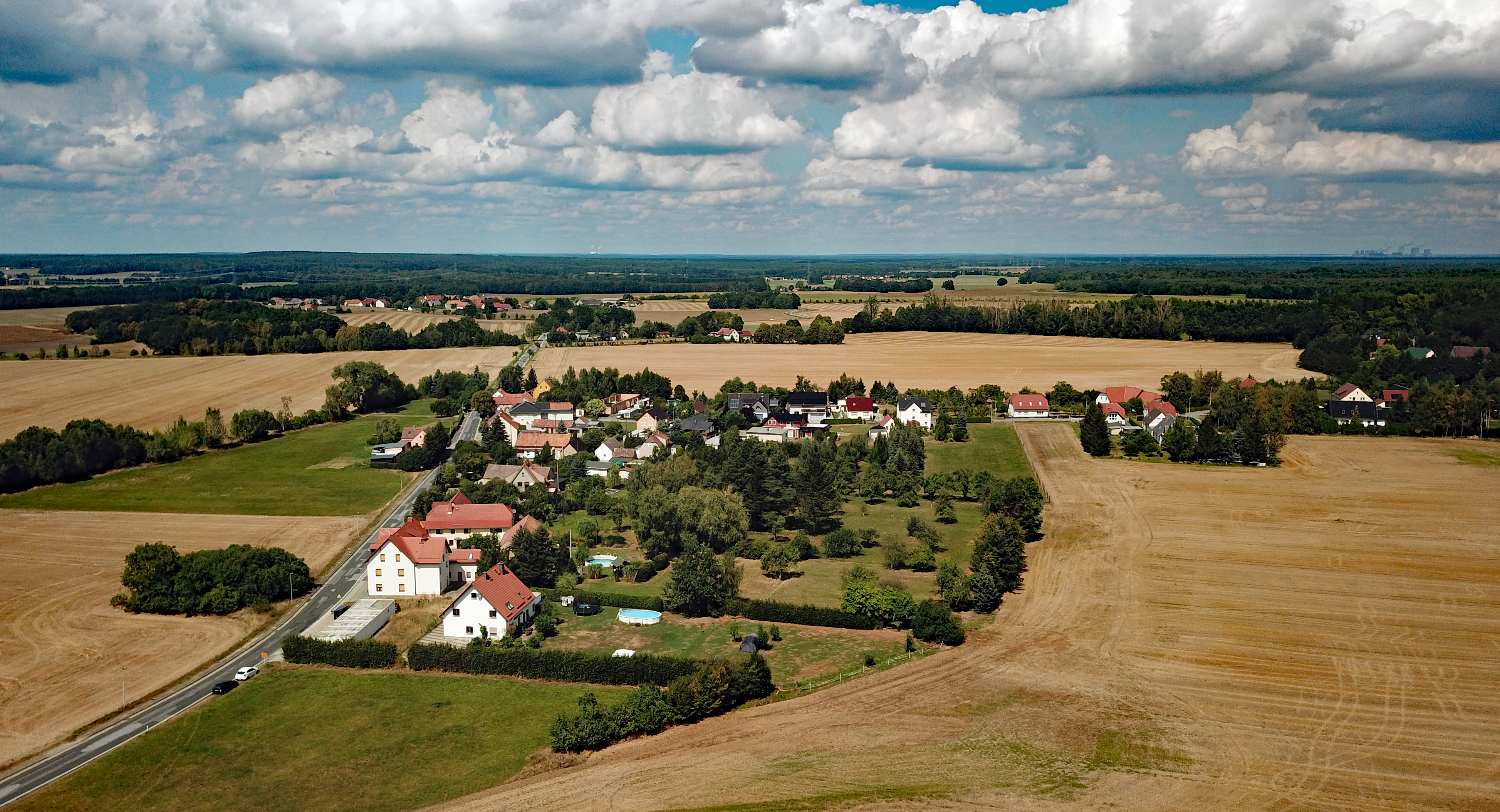
Luftbild

Merka, obersorbisch Měrkowⓘ, ist ein Ort im ostsächsischen Landkreis Bautzen und gehört seit 1994 zur Gemeinde Radibor. Der Ort liegt in der Oberlausitz und zählt zum sorbischen Siedlungsgebiet.

## Geografie
Der Ort befindet sich etwa sieben Kilometer nördlich der Großen Kreisstadt Bautzen und zwei Kilometer östlich von Radibor am Nordrand des Oberlausitzer Gefildes. Nach Norden, Süden und Westen ist das Gelände offen und wird landwirtschaftlich genutzt; die östliche Umgebung ist bewaldet. Das Gelände steigt in nordöstlicher Richtung in Richtung Großdubrau an.
Merka war ursprünglich ein Rundweiler, jedoch ist die Struktur bedingt durch Siedlungsumbau und -erweiterung vor allem nach Osten nicht mehr deutlich zu erkennen. Die Nachbarorte sind Camina im Norden, Kleindubrau im Osten und Luttowitz im Süden.

## Geschichte
Der Ort wurde erstmals erst 1524 als Merkhe oder Merko urkundlich erwähnt. Weitere verzeichnete Namensformen sind u. a. Mergkaw (1658), Mörckau (1732) und Mercka (1768/91). Die Grundherrschaft lag im 18. Jahrhundert beim Rittergut Malsitz.
Bereits im 17. Jahrhundert hatte sich eine Ziegelei in Merka befunden. 1842 wurde in der Nähe von Merka Braunkohle in Erdbodennähe gefunden, die ab 1844 in kleinen Gruben abgebaut wurde. Unter den Kohleschichten fanden sich außerdem abbauwürdige Tonvorkommen, die in der Tongrube Merka für die benachbarte Großdubrauer Margarethenhütte abgebaut wurden. Auch der ursprünglich als Nebenprodukt geförderte Sand wurde genutzt und ab 1906 über die neue Eisenbahnstrecke Bahnstrecke Löbau–Radibor versandt, die unmittelbar nördlich des Ortes verlief.
Merka war bis zum 1. April 1936 eine eigenständige Landgemeinde; dann wurde es zunächst nach Luttowitz und gemeinsam mit diesem am 1. Januar 1994 nach Radibor eingemeindet.

## Einwohnerentwicklung von Merka
| Datum | Einwohner |
| ----- | --------- |
| 1834  | 110       |
| 1871  | 164       |
| 1890  | 157       |
| 1910  | 147       |
| 1925  | 162       |
| 2010  | 138       |

## Bevölkerung und Sprache
Für seine Statistik über die sorbische Bevölkerung in der Oberlausitz ermittelte Arnošt Muka in den achtziger Jahren des 19. Jahrhunderts eine Bevölkerungszahl von 146; darunter waren 137 Sorben und neun Deutsche. Auch heute wird im Alltag noch Sorbisch gesprochen.
Die Bevölkerungszahl ist von 1834 (110 Einwohner) bis 1925 (162) um die Hälfte gestiegen. In der zweiten Hälfte des 20. Jahrhunderts, besonders seit den 1990er Jahren, nimmt sie wieder leicht ab. Die gläubigen Einwohner sind teils katholischer Konfession nach Radibor, teils evangelisch-lutherisch nach Milkel gepfarrt.

## Wirtschaft und Infrastruktur

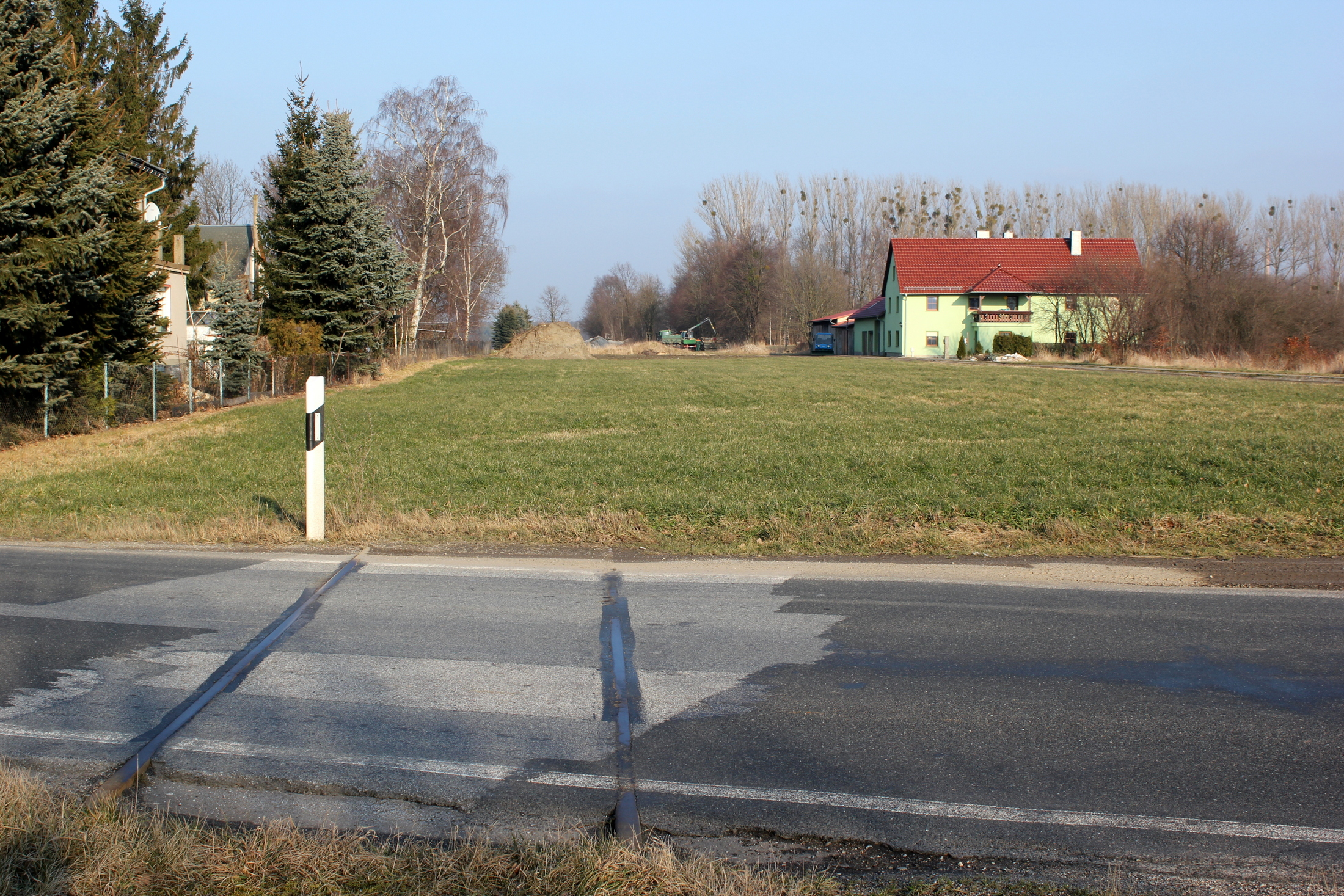
Ehemaliger Bahnhof

Merka hatte seit 1906 eine eigene Haltestelle an der Bahnstrecke Löbau-Radibor, die jedoch nach dem größeren Nachbarort Luttowitz benannt war. Die Strecke wurde vorwiegend von den Industriebetrieben der Region genutzt; bis Herbst 1972 verkehrten jedoch auch Personenzüge, deren Einsatz sich dann wegen der erheblich schnelleren Omnibusverbindungen nicht mehr lohnte. In den folgenden zweieinhalb Jahrzehnten wurde die Strecke weiter für den Güterverkehr genutzt, 1998 jedoch gänzlich stillgelegt.
Heute verläuft die Staatsstraße 106 (Kleinwelka-Milkel), die früher so genannte Kohlenstraße, durch den Ort. Die nächste Anschlussstelle der A 4 – Bautzen-West – ist sieben Kilometer entfernt.

## Persönlichkeiten
- Maria Schneider (* 1923), SED-Politikerin, Staatsratsmitglied der DDR, geboren in Merka
- Achim Brankačk (1926–2013), sorbischer Lehrer, Chorleiter und Autor, geboren in Merka
- Maria Michalk geb. Ziesch (Marja Michałkowa; * 1949), CDU-Politikerin, Abgeordnete des Deutschen Bundestages, geboren in Merka
- Bernhard Ziesch (Bjarnat Cyž; * 1951), Geschäftsführer der Domowina, geboren in Merka